# ژاک لوتی
ژاک لوتی (انگلیسی: Jacques Lüthy؛ زادهٔ ۱۱ ژوئیهٔ ۱۹۵۹) اسکی‌باز آلپاین اهل سوئیس است.